# Кюне, Август
Август Кюне (нем. August Kühne; 1829—1883) — немецкий романист, писавший под псевдонимом Иоанна von Dewall’я.
Принимал участие в походах 1866 (описал его в «Skizzen aus dem Feldzuge von 1866», Потсдам, 1868) и 1870. Написал много рассказов и романов: «Eine grosse Dame», «Der rote Baschlik», «Der Ulan», «Der Spielproffessor», «Unkraut im Weizen», «Vermisst», «Strandgut», «Der Roman eines Hypochonders», «Ein Mann» и др.